# فرودگاه کورومندل
فرودگاه کورومندل (به انگلیسی: Coromandel Aerodrome) یک فرودگاه خصوصی با کد یاتا CMV است که یک باند فرود چمن دارد و طول باند آن ۶۲۳ متر است. این فرودگاه در کشور نیوزلند قرار دارد و در ارتفاع ۴ متری از سطح دریا واقع شده‌است.